# SH252i
mova SH252i（ムーバ・エス エイチ にー ごー にー アイ）は、シャープが開発した、NTTドコモによる第二世代携帯電話 (mova) 端末製品。

## 概要
この端末はいわゆる普及版の端末であるが、メイン画面はQVGA表示のTFT液晶262144色であり、当時の最先端であった50xiシリーズに引けを取らない高画質である。カメラでは連写機能などを搭載。バーコードリーダーにも対応している。
着信音は64和音対応。保存できる曲数は20曲。着うたには対応していない。
メイン画面、及びサブ画面の文字表記は、同年発売のSH505iとほぼ同じ仕様である。

## 歴史
- 2003年10月10日 - 発売。
- 2012年3月31日 - movaサービス終了により使用はこの日限りとなる。